# 美和科技大學
美和學校財團法人美和科技大學（英語：Meiho University，MU Taiwan），是一所位于臺灣屏東的私立科技大學，1966年核准設立，前身為「美和護理專科學校」，目前計有3個學院、15個系科、6個研究所。

## 校史
1966年創立美和護理專科學校，設有五年制護理科。
1984年增設二專護理科。
1990年改名美和護理管理專科學校。增設財政稅務科及夜間部二專護理科。
1993年增設日間部二專企業管理科。
1994年增設夜間部二專企業管理科。
1995年增設日間部二專醫務管理科、幼兒保育科。增設夜間部二專財政稅務科。
1996年增設專科進修學校、推廣教育中心及夜間部二專醫務管理科、幼兒保育科。
1998年增設日夜間二專美容科、進修專科學校企業管理科。
1999年增設日間部二專應用外語科、資訊管理科。
2000年改制美和技術學院附設專科部。增設二技護理系、財政稅務系、醫務管理系、企業管理系日間部及進修部各一班。
2001年增設護理系四年制日間部，政稅務系、醫務管理系、美容系、企業管理系四年制日間、進修部以及在職專班。設立進修學院，設有財政稅務系、企業管理系二年制各一班，專科進修學校增設應用外語科、資訊管理科。
2002年增設財務金融系二年制進修部、進修學院、在職專班、專科部及夜間部二專財務金融科，會計資訊系二年制進修部。
2003年增設健康照護研究所及休閒運動保健系四年制日間、進修部。
2004年增設經營管理研究所及生物科技系四年制日間部。
2005年增設社會工作系四年制日間及二年制進修部，老人服務事業管理系四年制日間部及四年制在職專班，食品營養、資訊科技系四年制日間部及進修部，生物技術系四年制進修部，會計資訊系停招。
2006年10月於越南開辦境外專班，並設立MIT越南辦事處。增設文化事業發展系四年制日間部，老人服務事業管理系四年制進修部及二年制進修學院，生物技術系二年制進修部及在職專班，社會工作系二年制日間部、進修部、四年制在職專班及二年制進修學院，休閒運動保健系四年制在職專班。
2007年成立創新育成中心，增設美容系五專部，健康與生技產業研究所，長期照顧學位學程，餐旅管理系四年制日間、進修及五專部，文化事業發展系專科進修學校二專部，健康照護研究所、經營管理研究所成立在職專班，醫務管理系更名為健康事業管理系，教務處教學組更名為教師發展中心，財務金融系併入財政稅務系。
2008年增設珠寶技術系。
2009年餐旅管理系增設四年制進修、進修學院二年制及專科進修學校二專部，珠寶技術系增設進修學院二年制。文化事業發展系停招。人文社會學群改名民生學群。
2010年改名美和財團學校法人美和科技大學。原醫護生技、商管、民生學群，改設健康暨護理學院、經營管理學院及民生學院。資訊科技改名健康產業資訊科技系。
2012年增設文化創意系、觀光系。幼兒保育系改名兒童服務系、珠寶技術系改名珠寶系、健康產業資訊科技系改回原名資訊科技系。停招應用外語系。
2013年增設社會工作系碩士班、休閒運動保健系碩士班。經營管理研究所併入企業管理系為經營管理碩士班、健康與生技研究所併入生物科技系為健康產業碩士班。
2014年停招兒童服務系、長期照顧學位學程。美容系增設保健造型設計組、寵物美容設計組。休閒運動保健系改名運動與休閒系。
2015年停招珠寶系。
2016年健康照護研究所與護理系整併為護理系健康照護碩士班。
2017年停招財務金融系。
2018年社會工作系碩士班新增社會工作組、社區諮商組；停招企業管理系四技進修部、企業管理科二專夜間部、資訊管理系四技進修部、資訊管理科二專夜間部、觀光系四技進修部、運動與休閒科二專夜間部。
2019年運動與休閒系改名運動與休閒管理系。
2020年美容系取消保健造型設計組、寵物美容設計組之分組。停招企業管理系經營管理碩士班、資訊管理系四技日間部、文化創意系四技日間部、食品營養系四技進修部、美容系四技進修部、運動與休閒管理系四技進修部。

## 歷任董事長
1964年，徐傍興博士基於提升國內護理專業，回饋鄉里理念，邀集高屏地區醫界名流，籌辦護理專科學校。
1965年9月起，徐傍興先生擔任第一、二任董事長。
1966年，奉教育部核准設立，成立在屏東六堆地區，招收護理科五專日間部學生四班。
1975年4月起，林逢香先生擔任第三至五任董事長。
1984年6月起，李瑞昌先生擔任第七至九任董事長。
1995年5月起，陳螢生先生擔任第十、十一任董事長。
2002年8月起，溫興春先生任第十二、十三屆董事長，2008年續任第十四屆董事長。溫興春董事長於2012年7月14日仙逝。
2012年10月起，楊平正先生擔任第十五屆董事長。
2020年9月起，劉忠志先生擔任第十七屆、第十八屆董事長。

## 歷任校長
- 美和護理專科學校（1966年創立 ，1990年改名美和護理管理專科學校）

| 任別 | 姓名   | 任期                       |
| ---- | ------ | -------------------------- |
| 1    | 徐富興 | 1966年-？                  |
| 2    | 劉紹興 | 1972年4月-？               |
| 3    | 徐傍興 | 1975年4月-？               |
| 4    | 林玉輝 | 1984年5月-？               |
| 5    | 曾秀氣 | 1988年8月1日-？            |
| 6    | 溫興春 | 1990年5月-1996年7月31日    |
| 7    | 陳東陞 | 1996年8月1日-1999年7月31日 |
| 8    | 林松友 | 1999年8月1日-2000年7月31日 |

- 美和技術學院

| 任別 | 姓名   | 任期                       |
| ---- | ------ | -------------------------- |
| 1    | 林松友 | 2000年8月1日-2003年7月31日 |
| 2-4  | 劉顯達 | 2003年8月1日-2010年7月31日 |

- 美和科技大學

| 任別 | 姓名   | 任期                       |
| ---- | ------ | -------------------------- |
| 1    | 劉顯達 | 2010年8月1日-2012年7月31日 |
| 2    | 林顯輝 | 2012年8月1日-2015年7月31日 |
| 3    | 陳景川 | 2015年8月1日-2019年1月31日 |
| 4    | 翁順祥 | 2019年2月1日-2022年1月31日 |
| 5    | 王建臺 | 2022年2月1日-迄今          |

## 教學單位
| 護理學院 | 護理系暨健康照護碩士班     |
| 護理學院 | 跨專業長期照護碩士學位學程 |

| 健康科學管理學院 | 資訊科技系     | 美容系(取消分組) - 保健造型設計組 - 寵物美容設計組 |
| 健康科學管理學院 | 健康事業管理系 | 生物科技系暨健康產業碩士班                         |
| 健康科學管理學院 | 食品營養系     | 企業管理系暨經營管理碩士班                         |
| 健康科學管理學院 | 口腔衛生學科   | 文化創意系(二技)                                   |
| 健康科學管理學院 | 資訊管理系     |                                                    |

| 民生學院 | 觀光系             | 餐旅管理系               |
| 民生學院 | 社會工作系暨碩士班 | 運動與休閒管理系暨碩士班 |

## 研究中心
| 研究中心 | 農水產品檢驗服務中心     | 客家社區研究中心 |
| 研究中心 | 健康產業服務技術研發中心 | 食安人才培育中心 |
| 研究中心 | 銀髮賦能人才培育中心     |                  |

## 校園社團
| - 綜合性 - 學生自治會 （页面存档备份，存于） - 學生議會 - 畢業生聯誼會 - 親善大使團 （页面存档备份，存于） - 性蹟耕社 | - 學術性 - ACGN動漫社 （页面存档备份，存于） - 同圓社 - 新娘秘書社 - 日文研究社 | - 文藝性 - 吉他社 （页面存档备份，存于） - 手語社 - 采藝社 - Spaital時空國樂社 - 大創影像社 （页面存档备份，存于） | - 康樂性 - 街頭舞蹈社 - 熱門舞蹈社 - 熱門音樂社 - 啦啦隊社 - 地板舞蹈社 - 活力體適能社 - 原住民青年社 - 瑜伽社 - 觀光旅遊活動設計社 | - 體育性 - 桌球社 - 羽球社 - 籃球社 - 排球社 - 庫斯托潛水社 | - 服務性 - 童軍團 （页面存档备份，存于） - 慈幼社 （页面存档备份，存于） - 信望愛社 - 春暉社 - 交通安全社 - 翔愛社會服務隊 - 慈濟大專青年社 - 攜手志工隊 - 仕馨志願服務隊 - 志遊國際 - 有愛無礙社 - 美和科技大學社會工作志願服務隊 - 校園安全社 |

## 國際合作姊妹校
- 美和科技大學從學校成立以來，共有46所國際學校與美和科技大學締結為姊妹校，包含美國、越南、泰國、韓國、馬來西亞、多明尼加、英國等七個國家。[1]

## 中華民國國內學校策略聯盟
| 一、與普通大學&技職院校大學策略聯盟 - 國立高雄第一科技大學 - 國立高雄應用科技大學 - 國立屏東科技大學 - 國立屏東大學 - 大仁科技大學 - 慈惠醫護管理專科學校 - 國立台東大學 | 二、與高中職策略聯盟 - 國立臺東大學附屬體育高級中學 - 國立成功商業水產職業學校 |

## 參閲
- 臺灣大專院校退場
- 台灣大專院校列表
- 屏東縣各級學校列表